# HD 80194
HD 80194 eller HR 3695, är en ensam stjärna i norra delen av stjärnbilden Kameleonten. Den har en skenbar magnitud av ca 6,12 och är mycket svagt synlig för blotta ögat där ljusföroreningar ej förekommer. Baserat på parallax enligt Gaia Data Release 3 på ca 9,3 mas, beräknas den befinna sig på ett avstånd på ca 352 ljusår (ca 108 parsek) från solen. Den rör sig bort från solen med en heliocentrisk radialhastighet på ca 1 km/s.

## Egenskaper
HD 80194 är en orange till gul jättestjärna av spektralklass K1 III, som befinner sig på kalla änden av horisontella jättegrenen och tros ingå i röda klumpen. Den har förbrukat förrådet av väte i dess kärna och genererar energi genom kärnfusion av helium i kärnan. Den har en massa som är ca 1,2 solmassa, en radie som är ca 9,8 solradier och har ca 47 gånger solens utstrålning av energi från dess fotosfär vid en effektiv temperatur av ca 4 800 K.